# مارتین برست
 مارتن برست (انگلیسی: Martin Brest؛ زادهٔ ۸ اوت ۱۹۵۱) تهیه‌کننده و کارگردان اهل ایالات متحده آمریکا است. وی از سال ۱۹۷۲ میلادی تاکنون مشغول فعالیت بوده است.

## فیلمشناسی
- پلیس بورلی هیلز (۱۹۸۴)
- فرار نیمه شب (۱۹۸۸)
- بوی خوش زن (۱۹۹۲)
- با جو بلک آشنا شوید (۱۹۹۸)
- جیلی (۲۰۰۳)